# São Pedro
São Pedro este un oraș în Rio Grande do Norte (RN), Brazilia.